# Municipio de Copalillo
El municipio de Copalillo es uno de los 85 municipios que componen el estado mexicano de Guerrero. Se encuentra en el noroeste del estado y su cabecera es la localidad de Copalillo. Según el censo de 2020, tiene una población de 15 598 habitantes.

## Geografía
El municipio de Copalillo se encuentra situado en el extremo noroeste del estado, en sus límites con el estado de Puebla; forma parte de la región Norte de Guerrero.
Su extensión territorial aproximada es de 735 km², que representan el 1.15% de la superficie total del estado de Guerrero. Sus coordenadas geográficas extremas son 17° 49' - 18° 08' de latitud norte y 98° 51' - 99° 13' de longitud oeste, y su altitud fluctúa entre 2 100 y 500 m s. n. m.
Limita al este con el municipio de Olinalá, al norte con el municipio de Atenango del Río, al oeste con el municipio de Huitzuco de los Figueroa, al sureste con el municipio de Ahuacuotzingo, al suroeste con los municipios de Mártir de Cuilapan y Zitlala, al noreste con los municipios de Ixcamilpa de Guerrero y Cohetzala, estos últimos en el estado de Puebla.

## Demografía
De acuerdo a los resultados del Censo de Población y Vivienda de 2020 realizado por el Instituto Nacional de Estadística y Geografía, la población total del municipio es de 15 598 habitantes, lo que representa un crecimiento promedio de 0.78% anual en el período 2010-2020 sobre la base de los 14 456 habitantes registrados en el censo anterior. Al año 2020 la densidad del municipio era de 21,29 hab/km².
| Gráfica de evolución demográfica de Municipio de Copalillo entre 2000 y 2020 |
|                                                                              |
| Fuente: Instituto Nacional de Estadística Geografía e Informática            |

El 47.9% de los habitantes eran hombres y el 52.1% eran mujeres. El 73.1% de los habitantes mayores de 15 años (7449 personas) estaba alfabetizado. 

Más del 85% de la población, (13 403 personas), es indígena. Las lenguas indígenas con mayor número de hablantes son las mixe y náhuatl.
En el año 2010 estaba clasificado como un municipio de grado muy alto de vulnerabilidad social, con el 63.42% de su población en estado de pobreza extrema. Según los datos obtenidos en el censo de 2020, la situación de pobreza extrema afectaba al 57.8% de la población (9321 personas).

### Localidades
En el censo de 2020 el municipio de Copalillo contaba con 49 localidades.
| Código INEGI      | Localidad             | Población (2020) |
| ----------------- | --------------------- | ---------------- |
| 120190001         | Copalillo             | 7 862            |
| 120190005         | San Francisco Oztutla | 1 307            |
| 120190008         | Tlalcozotitlán        | 1 066            |
| Otras localidades | Otras localidades     | 5 363            |
| Total municipal   | Total municipal       | 15 598           |

## Salud y educación
En 2010 el municipio tenía un total de 8 unidades de atención de la salud, con 10 personas como personal médico. Existían 27 escuelas de nivel preescolar, 25 primarias, 12 secundarias, 1 bachillerato y 10 escuelas primarias indígenas.

## Actividades económicas
Según el número de unidades destinadas a cada sector, la principal actividad económica del municipio es la elaboración de productos manufacturados, actividad a la que se destinan el 82.1% de las unidades productivas. En menor escala, el 12.4% de las unidades están destinadas al comercio minorista.

## Política
El gobierno del municipio le corresponde a su ayuntamiento, conformado por el presidente municipal, un Síndico y un cabildo integrado por seis regidores; tres electos por mayoría relativa y tres por el principio de representación proporcional. Todos son electos mediante sufragio universal, directo y secreto para un periodo de tres años reelegibles por un único periodo adicional.

### Representación legislativa
Para la elección de diputados locales al Congreso de Guerrero y de diputados federales a la Cámara de Diputados federal, el municipio de Copalillo se encuentra integrado en los siguientes distritos electorales:
Local:
- Distrito electoral local de 23 de Guerrero con cabecera en la Ciudad de Huitzuco.[15]

Federal:
- Distrito electoral federal 2 de Guerrero con cabecera en Iguala de la Independencia.[16]